# ヒューマンウェルフェア広島専門学校
ウェルテック専門学校 広島校（ウェルテックせんもんがっこうひろしまこう）とは、広島県広島市東区にある私立専修学校。設置者は学校法人ダイキ学園。

## 構成
- 介護福祉学科
- ITシステム学科
- 日本語学科
- 社会福祉士通信学科